# Anthony Richardson (giocatore di football americano)
Anthony Richardson (Gainesville, 22 maggio 2001) è un giocatore di football americano statunitense che milita nel ruolo di quarterback per gli Indianapolis Colts della National Football League (NFL). Al college ha giocato per l'Università della Florida. Fu selezionato come 4º assoluto nel Draft NFL 2023 dai Colts.

## Carriera universitaria

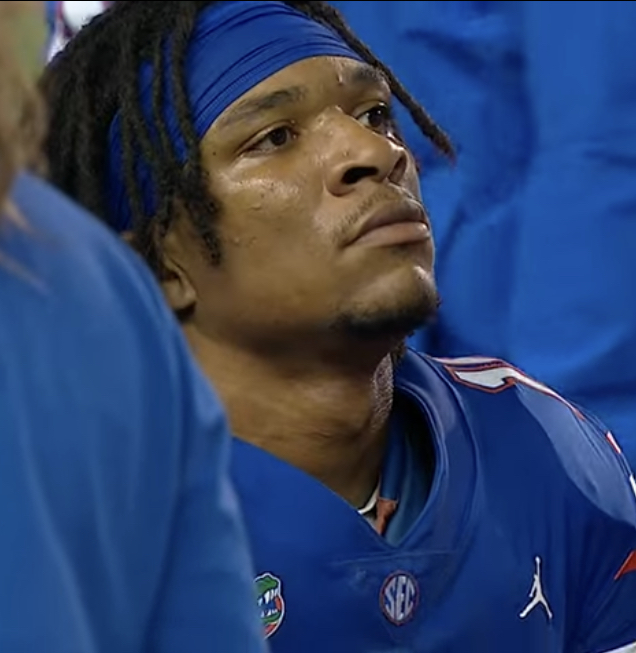
Richardson nel 2022 con i Gators

Richardson, originario di Gainesville in Florida, cominciò a giocare a football come quarterback nella locale Eastside High School,  per andare poi a giocare nel 2020 all'Università della Florida con i Gators impegnati nella Southeastern Conference (SEC) della Divisione I della Football Bowl Subdivision (FBS) della NCAA.
Richardson disputò solo quattro partite nel suo primo anno a Florida nel 2020, completando un passaggio su due per 27 yard con un touchdown e un intercetto. Passò il resto dell'annata come redshirt, potendo cioè allenarsi con la squadra ma non scendere in campo. Iniziò la stagione 2021 come riserva di Emory Jones ma riuscì comunque a trovare spazio in campo. Contro LSU sostituì Jones e completò 10 passaggi su 19 per 167 yard, con 3 touchdown, 2 intercetti e un touchdown su corsa.
Nel settembre 2022 Richardson contribuì a battere a sorpresa gli Utah Utes numero 7 del tabellone. La sua annata si chiuse con 2.549 yard passate, 17 touchdown, 9 intercetti e 9 touchdown su corsa. A fine anno annunciò la sua intenzione di passare tra i professionisti.
| 2020   | Florida | FBS Div. I | SEC    | 4  | 0  | 1   | 2   | 50,0 | 27    | 27,0 | 27 | 1  | 1  | 228,4 | 7   | 61    | 8,7 | 28 | 0  |
| 2021   | Florida | FBS Div. I | SEC    | 8  | 1  | 38  | 64  | 59,0 | 529   | 13,9 | 75 | 6  | 5  | 144,1 | 51  | 401   | 7,9 | 80 | 3  |
| 2022   | Florida | FBS Div. I | SEC    | 12 | 12 | 176 | 327 | 54,0 | 2.549 | 14,5 | 78 | 17 | 9  | 133,1 | 103 | 654   | 6,3 | 81 | 9  |
| Totale | Totale  | Totale     | Totale | 24 | 13 | 215 | 393 | 54,7 | 3.105 | 7,9  | 78 | 24 | 15 | 133,6 | 161 | 1.116 | 6,9 | 81 | 12 |

Fonte: Florida Gators

## Carriera professionistica
Richardson era considerato dagli analisti una scelta del primo giro del Draft NFL 2023. Il 27 aprile fu scelto come quarto assoluto dagli Indianapolis Colts.

### Indianapolis Colts
Il 25 luglio 2023 Richardson firmò il suo contratto da rookie con i Colts: un accordo quadriennale da 34 milioni di dollari totalmente garantiti, con un'opzione di rinnovo per un quinto anno.

#### Stagione 2023
Il 31 luglio 2023, durante il training camp estivo, Richardson si sottopose ad un intervento chirurgico al setto nasale per migliorare la sua respirazione.

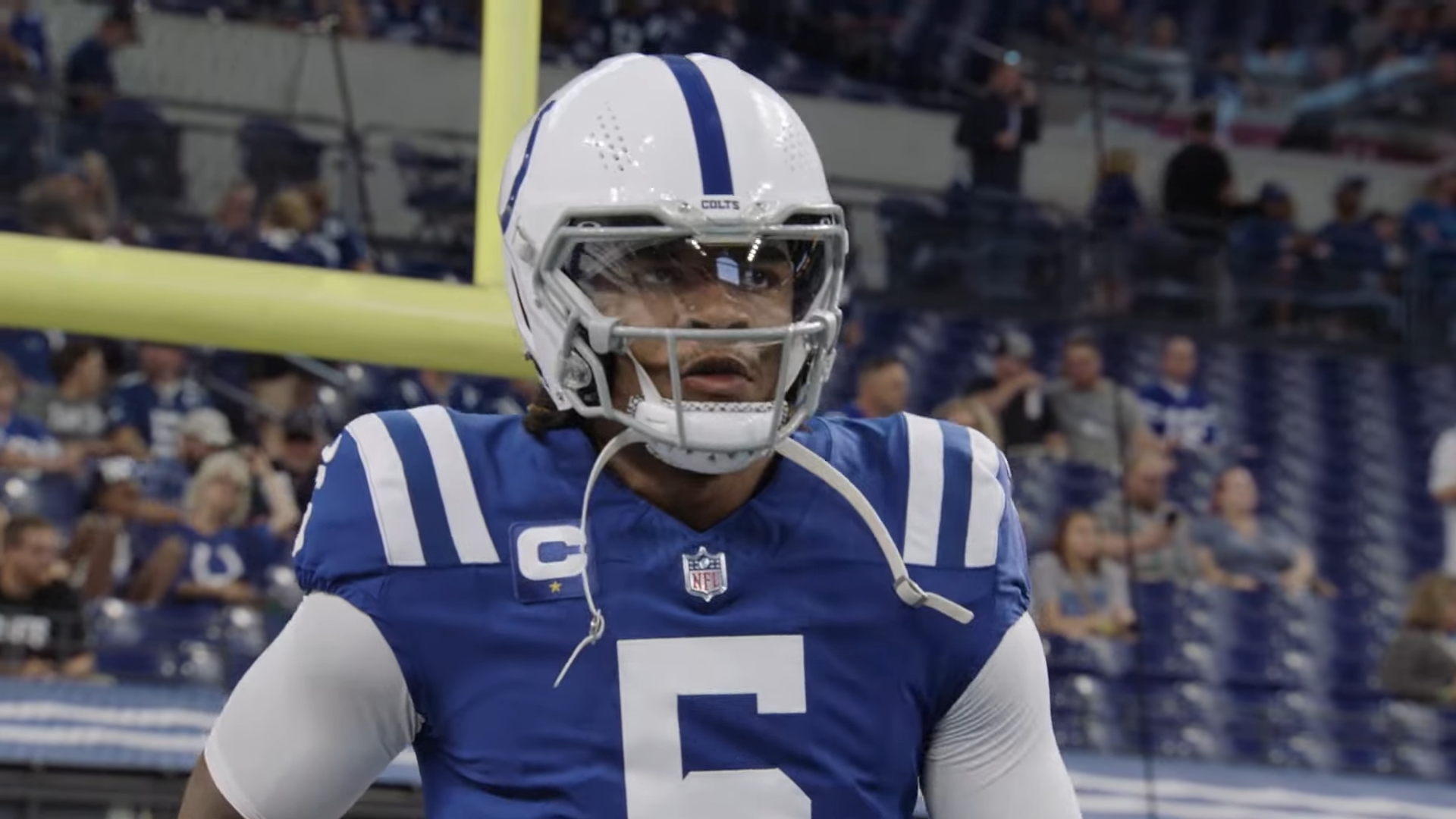
Richardson con i Colts nel 2023

Il 15 agosto 2023 Richardson fu nominato dal capo-allenatore dei Colts Shane Steichen quarterback titolare per la stagione, davanti al veterano Gardner Minshew. Debuttò come professionista nella gara del primo turno, la sconfitta 21-31 contro i Jacksonville Jaguars, in cui divenne il giocatore più giovane dell'era moderna della NFL (dal 1970) a passare un touchdown e a segnarne uno su corsa nella stessa partita. La settimana successiva, nella vittoria 31-20 contro gli Houston Texans, segnò due touchdown su corsa prima di venire costretto a lasciare la partita nel primo tempo a causa di una commozione cerebrale. A causa di questo infortunio Richardson dovette saltare la gara del turno successivo contro i Baltimore Ravens. Tornò in campo nella settimana 4 e, dopo un primo tempo difficoltoso, uscì trasformato nella ripresa guidando i Colts a rimontare uno svantaggio di 23-0 contro i Los Angeles Rams con tre drive da touchdown e due conversioni da due punti. Indianapolis fu poi sconfitta nei tempi supplementari. Nel turno successivo fu nuovamente costretto ad abbandonare la partita per un infortunio a una spalla. I successivi esami evidenziarono una lesione all'articolazione acromioclavicolare della spalla destra, quella usata per lanciare, e l'11 ottobre 2023 Richardson fu inserito nella lista riserve/infortunati, dovendo quindi saltare almeno le successive quattro gare. Il 18 ottobre i Colts annunciarono che Richardson si sarebbe sottoposto ad un'operazione alla spalla infortunata, dovendo quindi concludere anticipatamente la sua annata. Terminò quindi la sua stagione d'esordio con quattro presenze tutte da titolare con un record di 2 vittorie e 2 sconfitte, tre touchdown passati, un intercetto e un passer rating di 87,3, più tre touchdown su corsa.

#### Stagione 2024
Richardson tornò in campo nel primo turno della stagione 2024 alternando ottime giocate (due passaggi da touchdown da 60 e 54 yard) ad altre meno, nella sconfitta contro gli Houston Texans, in cui terminò con 212 yard passate, un intercetto e un altro touchdown su corsa. Nella gara del secondo turno, la sconfitta 10-16 contro i Green Bay Packers, Richardson continuò a non brillare, con 17 passaggi completati su 34 tentati per 204 yard, un touchdown e tre intercetti, l'ultimo sul Hail Mary pass tentato negli ultimi secondi di gioco da quasi 60 yard. Anche nella gara successiva, la vittoria 21-16 contro i Chicago Bears, dimostrò alti e bassi, col 50% di passaggi completati, ma con due lanci a bersaglio da oltre 40 yard, per 167 yard guadagnate, nessun touchdown e due intercetti, di cui uno nella end zone avversaria. Nella gara del quarto turno, la vittoria 27-24 contro i Pittsburgh Steelers, Richardson lasciò il campo nel primo quarto di gioco per un infortunio all'anca, dopo tre passaggi completati su quattro tentati per 71 yard oltre 26 yard guadagnate su corsa, lasciando il posto a Joe Flacco.
Dopo avere saltato le due partite successive, Richardson tornò in campo nella gara del settimo turno ma dopo altre due prestazioni negative in cui si confermò il peggior quarterback della lega per percentuale di passaggi completati, prima della gara del nono turno i Colts nominarono Flacco titolare. Seguirono però altre due sconfitte di fila per la squadra di Indianapolis, rispettivamente contro i Minnesota Vikings e i Buffalo Bills, e il 13 novembre, in vista della gara dell'undicesimo turno, Richardson fu nuovamente nominato quarterback titolare per il resto della stagione. Il quarterback rispose con la miglior gara del suo inizio carriera, passando un nuovo primato personale di 272 yard, con 2 touchdown passati e 2 segnati su corsa nella vittoria sui New York Jets.
Nella settimana 13 Richardson aveva avuto una partita di alti e bassi come in tutta la stagione finché nel drive finale guidò la squadra a percorrere 80 yard, chiudendo con il passaggio da touchdown per Alec Pierce a 12 secondi dal termine, dopo il quale segnò su corsa la conversione da due punti che diede ai Colts la vittoria per 25-24 sui New England Patriots. Dopo la pausa di settimana 14, nella gara del quindicesimo turno, la sconfitta 13-31 contro i Denver Broncos, Richardon ebbe una prestazione mediocre, segnando il primo touchdown della partita su una corsa da 23 yard, ma chiudendo poi la gara con 17 lanci completati su 38 tentati per 172 yard, nessun touchdown e due intercetti per un passer rating di 36,3.

#### Stagione 2025
In vista della stagione 2025 i Colts misero sotto contratto per un anno il quarterback Daniel Jones con un compenso di 14 milioni di dollari, aprendo così di fatto la competizione con Richardson per chi avrebbe ricoperto il ruolo di titolare. A giugno Richardson si infortunò ad una spalla, dovendo quindi saltare parte della preparazione alla nuova stagione, e rendendo quindi la competizione per chi sarebbe stato il quarterback partente ancora più incerta. Il 19 agosto Jones fu nominato titolare.

## Statistiche

### Stagione regolare
| 2023   | IND    | 4  | 4  | 50  | 84  | 59,5 | 577   | 6,9 | 39 | 3  | 1  | 87,3 | 25  | 136 | 5,4 | 23 | 4 | 7  | 29  | 3  | 1 | 2-2-0 |
| 2024   | IND    | 10 | 10 | 119 | 253 | 47,0 | 1 683 | 6,7 | 69 | 7  | 11 | 60,1 | 77  | 429 | 5,9 | 26 | 5 | 13 | 107 | 9  | 3 | 5-5-0 |
| Totale | Totale | 14 | 14 | 169 | 337 | 50,1 | 2 260 | 6,7 | 69 | 10 | 12 | 66,9 | 102 | 565 | 5,5 | 26 | 9 | 20 | 136 | 12 | 4 | 7-7-0 |

Fonte: Football Database - Statistiche alla settimana 15 della stagione 2024